# Novomîkilsk, Moghilău
Novomîkilsk (în ucraineană Новомикільськ) este un sat în comuna Mervînți din raionul Moghilău, regiunea Vinnița, Ucraina.

## Demografie
Componența lingvistică a localității Novomîkilsk
     Rusă (66,67%)
     Ucraineană (33,33%)
Conform recensământului din 2001, majoritatea populației localității Novomîkilsk era vorbitoare de rusă (66,67%), existând în minoritate și vorbitori de ucraineană (33,33%).